# 丽风唱片
合合私人有限公司（Hup Hup Sdn. Bhd. ），通常被称为丽风唱片（Life Records），是马来西亚的唱片公司。
丽风于1949年在马来西亚成立。 其海外子公司包括乐风唱片有限公司（香港，1960年成立）和丽风唱片工业（私人）有限公司（新加坡，1966年成立）。 这是马来西亚第一持有很多国外流行的唱片公司，包括CBS唱片、MCA唱片和卡普唱片。
丽风旗下的艺人包括鄧麗君、陳美齡、叶丽仪，飞轮海和Candy。